# Jens Olsen (Pastor)
Jens John Ingvar Olsen (* 13. Mai 1894 in Sisimiut; † 25. August 1966) war ein grönländischer Pastor und Landesrat.

## Leben
Jens Olsen war der Sohn des Zimmermanns Jens Niels David Olsen (1864–1919) und seiner Frau Karen Justine Flavia Thaarup (1863–1919). Sein Schwager war der Eskimologe Svend Frederiksen (1906–1967). Seine Nichte war die Politikerin Emilie Lennert (1931–2019). Aus seiner Ehe mit Else Rakkel Abelone Fly stammt unter anderem der Sohn Ôdâĸ Olsen (1928–1992).
Jens Olsen besuchte ab 1909 Grønlands Seminarium. 1920 empfing er in Holmens Kirke in Kopenhagen die Ordination. Anschließend war er in Ilulissat und später in Upernavik, Qaanaaq, Sisimiut und Qeqertarsuaq tätig. Er arbeitete von 1923 bis 1938 als Missionar und Pastor im Norden Grönlands an Gustav Olsens (sein Cousin 2. Grades) Missionarsstation und war es, der 1934 mit dem 41-jährigen Nukagpiánguaĸ aus Siorapaluk den letzten heidnischen Grönländer zum Christentum bekehrte. 1939 war er Mitglied der Verhandlungen des Grönlandausschusses. Von 1951 bis 1954 war er Mitglied des Landesrats, wurde aber im letzten Jahr von Hans Egede Berthelsen vertreten. 1952 wurde er mit dem Ritterkreuz des Dannebrogordens ausgezeichnet. Er wurde 1955 pensioniert und lebte fortan in Ilulissat bis er 1966 im Alter von 72 Jahren starb.